# Yvan Benoît
Pour les articles homonymes, voir Benoît.
 (juin 2017).
Si vous disposez d'ouvrages ou d'articles de référence ou si vous connaissez des sites web de qualité traitant du thème abordé ici, merci de compléter l'article en donnant les références utiles à sa vérifiabilité et en les liant à la section « Notes et références ».
Yvan Benoît, né le 9 juin 1957, est un acteur québécois.

## Biographie

### Formation
Il suit des cours d'interprétation au Conservatoire d'art dramatique de Montréal de 1976 à 1979. À l'issue de ses études au Conservatoire d'art dramatique en 1979, il obtient un premier rôle au Rideau Vert dans Le chat en poche de Feydeau.

### Carrière
Yvan Benoît a notamment joué dans le film L'homme idéal de George Mihalka. Il fait également des doublages de films, comme celui de Mark Herrier dans Crève, Smoochy, crève ![réf. nécessaire], de James Marsden dans X-Men, des soldats dans La Chute du Faucon noir (rôles d'ambiances) ainsi que dans certains films de Pixar, comme le père pieuvre dans Trouver Nemo[réf. nécessaire].
Au théâtre, il se spécialise dans la comédie en jouant dans plus de cinquante pièces, de Feydeau (Le Dindon) à Molière (Le misanthrope, Le bourgeois gentilhomme, Les fourberies de Scapin) en passant par Neil Simon (Sunshine boys). Il joue également dans deux comédies musicales dont Le violon sur le toit.
En 2012, il joue dans Pourquoi pas au Théâtre Jean Duceppe et dans Chantons sous la pluie au Festival Juste Pour Rire.

### Vie privée
Il vit avec sa conjointe, Marie-Claude Michaud, et ses deux enfants Gabriel et Lukas[réf. nécessaire].

## Filmographie

### Télévision
- 1978-1984 : Terre humaine : Robin Laroche
- 1982-1985 : Les Moineau et les Pinson : Pierre-Paul Pinson
- 1992 : Montréal ville ouverte : Paul Constantineau
- 1992-1993 : La Montagne du Hollandais : David Olden
- 1993-1994 : Les Olden : David Olden
- 1994 - 1995 : L'Arche de Zoé : Miville Gauvin
- 1997 : Les Bâtisseurs d'eau : Girard
- 1998-1999 : Réseaux : Fabien Viau
- 2003 : Un destin, une histoire : Yvon Trudel
- 2004 : Fortier : François Gingras
- 2005 : Vice caché : Ronald
- 2006-2008 : Les Hauts et les Bas de Sophie Paquin : Claude Desrosiers
- 2006-2008 : La vie de Bob Gratton II & III : Paul Gabriel Pelletier
- 2010 : Les Boys : Claude
- 2010 : Toute la vérité : Dr Blais
- 2010-2013 : 30 vies : Stéphane Cormier
- 2014 : Le gars des vues
- 2015 : Au secours de Béatrice : M. Lemay

### Cinéma
- 2003 : 20h17 rue Darling : le serveur
- 2004 : Ma vie en cinémascope : le gérant du Capitole
- 2009 : Les Grandes Chaleurs : Laurent
- 2011 : Le sens de l'humour : policier
- 2012 : L'Empire Bo$$é de Claude Desrosiers : Wilfrid Lemaire

## Théâtre
- 2005 : Funny Business, 1er rôle Bernard Fortin - Théâtre Chenal du Moine
- 2005 : La visite de la vieille dame, 1er rôle	Denise Filiatrault - Théâtre du Rideau Vert
- 2006 : Sans rancune aucune, 1er rôle Monique Duceppe - Théâtre des Hirondelles
- 2006 : Le mariage de Figaro, 1er rôle	Michel Bérubé - Salle de Gesù
- 2006 : Le gars de Québec, Euphrème Michel Poirier - Théâtre des Hirondelles
- 2007-2008 : La mégère apprivoisée, Grumio & Battiata Philippe Cournoyer
- 2010 : Le violon sur le toit, Boucher - Lazard Wolf Denise Filiatrault - Festival Juste Pour Rire
- 2010 : Le violon sur le toit, Reb Lazard Denise Filiatrault - St-Denis II
- 2011 : Pourquoi pas, Mari et fils - Laurent Monique Duceppe - Théâtre Jean Duceppe
- 2011 : Quiproquo, Pompier (M. Beset) Bernard Fortin - Théâtre de Sorel
- 2011 : Les fourberies de Scapin, Argante Denise Filiatrault - tournée du Rideau Vert
- 2012 : Chantons sous la pluie, Patron - R F Simson Denise Filiatrault - Festival Juste Pour Rire
- 2013-2014 : Cabaret, Chambreur - Her Shults Denise Filiatrault - Tandem